# Mustață (organ de simț)

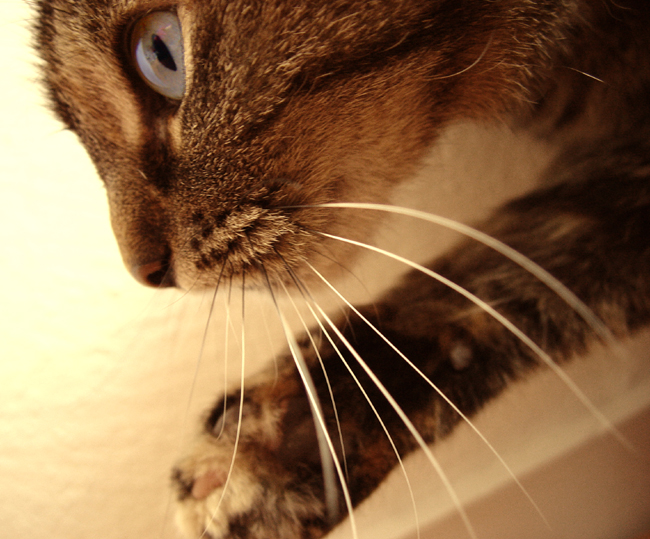
Mustățile unei pisici

În zoologie, mustățile (alternativ numite și vibrize) sunt niște fire de păr groase ce au rol de organe de simț tactil pe care le posedă, în special  anumite mamifere cum ar fi: felinele, câinii, delfinii, focile, urșii, lamantinii, iepurii, șobolanii, etc. Unele plante carnivore (Dionea) au niște organe senzoriale asemănătoare care le ajută în a semnala prezența insectelor când se așază pe una din petalele lor.
Mustățile animalelor au o rădăcină foarte sensibilă, care le permite să sesizeze curenții de aer (uneori, provocați de propriul animal), ceea ce, unit cu simțul olfactiv, face ca animalul să detecteze direcția din care provine mirosul și originea acestuia. 
Când mustățile intră în contact cu diferite obiecte, pe întuneric, acestea pot ajuta în aprecierea distanțelor față de obstacolele întâlnite în cale. În cazul pisicilor, mustățile au niște terminații nervoase care la cea mai mică mișcare le stimulează și trimit informații referitoare la obiectele învecinate. De asemenea, nutria are un bot lung cu o mustață bogată care îi permite să simtă vibrațiile produse de către pradă în apa tulbure. 